# Novoselîțea, Semenivka
Novoselîțea (în ucraineană Новоселиця) este un sat în comuna Tovste din raionul Semenivka, regiunea Poltava, Ucraina.

## Demografie
Componența lingvistică a localității Novoselîțea
     Ucraineană (97,56%)
     Rusă (1,83%)
Conform recensământului din 2001, majoritatea populației localității Novoselîțea era vorbitoare de ucraineană (97,56%), existând în minoritate și vorbitori de rusă (1,83%).